# Caradrina grisea
Caradrina grisea là một loài bướm đêm trong họ Noctuidae.